# سوربو (تاگلیاکوزو)
سوربو (به ایتالیایی: Sorbo) یک منطقهٔ مسکونی در ایتالیا است که در تالیاکوتزو واقع شده‌است.